# Pop-rock
A pop-rock olyan zenei stílus, amely egyesíti magában a rock és popzene elemeit. A dalokat fülbemászó dallamok, egyszerű dalszerkezet (pop rész), valamint fokozott gitárhasználat, karakteres ritmusszekció és némileg agresszív hozzáállás jellemzi (rock rész). A kifejezést legkorábban a Beatles szerzeményeivel kapcsolatban emlegették, őket olyan előadók követték, mint a The Grass Roots, Gary Puckett & The Union Gap és a The Buckinghams. A surf rock a pop rock egyik fajtájának vehető.
A pop rockot a 70-es években nagyrészt felváltotta a soft rock. Bár az 1970-es, 1980-as években kevés olyan előadó volt - mint pl. a Napoleon Boulevard - amit szigorúan pop rocknak nevezhetünk. A hard rock és heavy metal színteréről érkeztek ilyen irányú megmozdulások, gyakoriak voltak az úgynevezett „power balladák”, amelyek a könnyedebb oldaláról mutatták be az együttest.
A pop rock legújabb hulláma az 1990-es években zajlott, Alanis Morissette és Melissa Etheridge munkásságának jóvoltából. A műfaj az utóbbi években egyfajta újjáéledésen megy keresztül, párhuzammal azzal, ahogy a hard rock előadók kiszorultak a listákról az R&B és hiphop zenészek javára. A modern pop rock dal jellemzői a lágy szöveg és a dallamos kórus, és rendelkeznek némi alternatív rock befolyással. Szintén befolyásolta a pop rock a punk rockot, az így kialakuló pop-punk sokkal könnyedebb és slágeresebb lett, mint a korai kemény punk. Modern pop rock és pop-punk előadók többek között: Anastacia, Gackt, Michelle Branch, a McFly, a Skye Sweetnam, Ashlee Simpson, a Maroon 5, Pink, a Fefe Dobson, a Switchfoot, az All American Rejects, Kelly Clarkson, Avril Lavigne, a Good Charlotte, a Blink-182, a Simple Plan, a Green Day, és Kate Nash. Néhány hard rock együttest, mint a Nickelback, Red Hot Chili Peppers és Bon Jovi, az utóbbi idők slágersikerei miatt ugyancsak belesorolják a pop rock stílusba.
Sok vita van arról, hogy bizonyos művészeket a hard rock, vagy a pop rock stílusba soroljanak-e, erről a kritikusok és a rajongók berkeiben is eltérő a vélemény. Például a Powderfinger együttest kereskedelmi sikereik ellenére még alternatív rock együttesnek tartják.